# Jack Kolle
Jack Kolle, Jack Samuels (ur. 1912, zm. 1970) – indonezyjski piłkarz, reprezentant kraju. Podczas kariery występował na pozycji obrońcy.

## Kariera klubowa
Podczas kariery piłkarskiej Jack Samuels występował w klubie Tiong Hoa Surabaja.

## Kariera reprezentacyjna
Jack Kolle (Samuels) występował w reprezentacji Indii Holenderskich w latach trzydziestych. W 1938 roku uczestniczył w mistrzostwach świata. Na mundialu we Francji wystąpił w przegranym 0-6 spotkaniu I rundy z Węgrami.